# 赛阿兹曼·赛依布拉欣
荣誉准将丹斯里拿督博士赛阿兹曼·赛依布拉欣（1960年3月23日—），马来西亚企业家、商人，西星集团（Weststar Group）创始人兼现任董事总经理和西星航空服务公司董事长，马来西亚国防大学（UPNM）董事会主席。
赛阿兹曼是马来西亚武装部队退役将领，最终军阶是少校，并授予名誉准将军衔。他自1994年开始其商业之旅，并且创业西星集团，其公司业务涉足航空、汽车、国防、饮食和建筑行业。同时鉴于他的军事背景和对教育的参与，他被马来西亚政府授予相关名誉勋衔和职务。2024年被《福布斯》列入马来西亚50名大富豪之一，他位列第28位，净资产为7.65亿美元。

## 早年生活
赛阿兹曼于1960年3月23日出生于吉打州双溪大年。父亲是一名公务员，母亲是家庭主妇，他是家中的长子。他早年在依布拉欣国小和依布拉欣国中接受教育。
赛阿兹曼在小时候对汽车很着迷。在学校就读时，他会羡慕任何经过的新车，如果他足够幸运，他的老师会让他看看车或坐在车里。除了汽车，赛阿兹曼还对军队的生活很着迷，他居住的地方附近有一个军营。当他看到每天经过的军人和军车后，他很想知道军队的生活会是什么样的。
1979年，赛阿兹曼离开学校后，他参加军队的入学考试，之后很快就被送到波德申的军官学员学校。他于1981年加入马来西亚武装部队，并在完成9个月的学员军官训练后，他被选中加入马来西亚皇家情报团（Kor Risik DiRaja，KRD），并开始在国防参谋情报局（BSPP）服役，期间曾担任沙巴州和后来的雪兰莪州的军事情报官。

## 商业生涯

### 汽车销售
1993年，赛阿兹曼结束其13年的军队生涯后，他与妻子靠着积攒的20万令吉资金，于1994年成立了一家公司，开始他们的商业生涯。当时，赛阿兹曼抓住政府为土著商人提供的机会进军汽车领域，通过销售二手车的方式进军汽车行业。他对于汽车的兴趣是从孩童时期培养起来。而随着生意和利润的增长，赛阿兹曼通过从朋友那里获得了进口许可证（AP）之后，他从英国进口更多二手车，然后在马来西亚出售。
随后马来西亚政府决定停止发放开放式AP，而只提供AP特许经营权。为获得AP特许经营权，赛阿兹曼需要被一家外国汽车公司任命为经销商，然后才能获得许可证。经过两年的谈判后，赛阿兹曼在2002年成功地赢得日本本田公司的信任，并被任命为马来西亚多款汽车的经销商。当时，赛阿兹曼通过他拥有多数股权的Weststar Holdings公司，与日本本田汽车公司和本田驻马来西亚公司达成协议，以进口和分销某些非本地组装的本田车型，其中包括本田爵士车。其后，赛阿兹曼取得雪佛兰（Chevrolet）及铃木（Suzuki）的经销权。
赛义德阿兹曼也并非事事亲力亲为，而是与多元资源工业合作。2003年，他的公司成为整车进口商，而多元资源工业成为经销商。随着时间的推移，他设法从政府获得更多AP准证，他的汽车生意也变得越来越出名。他与多元资源工业的合作关系直到后者被其它公司收购后发生变化，赛义德阿兹曼将这项业务移交给该公司，但他仍然是本田汽车的经销商。
2005年7月，马来西亚阿都拉·巴达威政府首次公布AP获得者名单，赛阿兹曼陷入国际贸易及工业部发放AP准证的争议丑闻，他也因此获得「AP之王」的称号。该名单列出了赛阿兹曼与另外3名商人获得AP的年份，但没有说明多年来获得的总数。但文章显示，他们4人在2004年一共获得33,218张AP准证（占总数66,277张的50.1%），2005年获得28,283张AP准证（占总数68,330张的41%）。根据市值估计，每张AP准证的售价在20,000至30,000令吉之间，这相当于他们在2004年的利润，就获得9.96亿令吉，2005年则获得8.48亿令吉利润。该丑闻引起舆论批评只有少数人垄断AP业务，也导致国际贸易和工业部长拉菲达·阿兹面对辞职的压力。
2006年3月，马来西亚政府实施的“国家汽车产业政策”（NAP）终止向个人授予AP特许经营权的政策，赛阿兹曼也意识到当地的乘用车市场有其局限性，并开始考虑进军航空业和商用货车业。
赛阿兹曼经营的西星集团拥有销售不同车款的子公司，包括Weststar Maxus为中国Maxus汽车在马来西亚的独家经销商，Weststar Auto是日本本田的经销商，而Weststar Motors则销售进口豪华车。此外，他还参与了商用货车的分销和军用车辆的供应等工作。

### 地产领域
赛阿兹曼通过1984年成立的Weststar Construction公司在房地产领域积累财富。该公司曾参与巴生谷周围的多个开发项目，包括位于乌鲁冷岳的Taman Indah Jaya住宅区和位于安邦的Taman Titiwangsa Ukay住宅区。

### 航空业的起步
2003年，赛阿兹曼扩大的汽车销售业务，使他不得不长途跋涉穿越全国。为了方便地视察业务，他在采纳了在武装部队时期的友人建议下，花费150万美元购买一架直升机，供自己日常使用，不使用时候就租给其他人。这个偶然使他意识到马来西亚对直升机飞行服务的需求，开始进军航空业。
赛阿兹曼是直升机服务公司西星航空（WAS）的老板，该公司自2008年起专注于提供海上直升机服务给石油和天然气领域。使用其服务的公司包括馬來西亞國家石油勘探公司、美国最大石油企业埃克森美孚（Exxon Mobil）、康菲石油（ConocoPhillips）及阿布扎比穆巴达拉石油公司。2022年，赛阿兹曼也通过另一间子公司「西星通用航空」（Weststar General Aviation）提供租赁服务，并支持马来西亚武装部队。
到了2011年，赛阿兹曼拥有的航空公司拥有11架直升机，并在两年后获得美国KKR & Co亚洲私募股权公司以约6.4亿令吉收购西星航空的少数股权。赛阿兹曼与KKR & Co亚洲私募股权联席主管兼东南亚主管Ming Lu于2013年在吉隆坡签署西星航空服务公司与KKR的谅解备忘录。
赛阿兹曼也将股票市场的利润投资在航空业上起到了很大帮助。
2019年7月，航空业人士向媒体告知，鉴于赛阿兹曼在其管理直升机业务方面有着出色的业绩，他受到马航唯一股东国库控股的邀请，以竞标运营马来西亚航空，但他拒绝评论参与马来西亚航空的竞标事宜。首相马哈迪·莫哈末亦透露，赛阿兹曼掌握的西星通用航空是4个献议接管马航的团体之一。不过他最后退出竞标。
2023年，赛阿兹曼从KKR手中回购西星航空公司剩余的21%股份，结束双方长达10年的合作关系。赛阿兹曼表示，他感谢KKR为西星航空公司的发展做出贡献，并打算将公司推向更大的国际舞台。在这笔交易中，他以掌握100%的股权，成为该公司的唯一股东。 

### 国防事业
赛阿兹曼主导西星集团的子公司参与马来西亚国防工业。2014年4月亚洲国防服务展览会议上，西星集团的全资子公司Global Komited Sdn Bhd被泰雷兹集团任命为马来西亚武装部队开发、推广、营销和分销各种地面防空系统的合作伙伴，他在马来西亚国防部长希山慕丁·胡先的见证下签署合作协议。
2015年3月兰卡威国际海事和航空展览会（LIMA）上，赛阿兹曼与阿古斯塔韦斯特兰驻马来西亚代表签署订购三架直升机的合约。西星航空公司也因为这次合约，成为全球第一家将阿古斯特維斯特蘭直升机全系列投入运营的运营商。赛阿兹曼也在签署谅解备忘录时表示，他看到商务航空供应链顶端正在形成一种新的需求趋势，直升机包机服务市场正在增长，无论是在应用方面还是对某些类型直升机的需求方面。
2016年的亚洲防务服务会议暨展览会上，赛阿兹曼代表其子公司Global Komited Sdn Bhd (GKSB) 与意大利的列奥纳多公司直升机部门签署合资协议，以向马来西亚政府推广、营销和交付该公司的AW159海军直升机。国防部长希山慕丁指出，该合资协议将满足马来西亚皇家海军的反潜战需求。
之后在2017年，赛阿兹曼的子公司再获得泰雷兹集团位于英国的分公司任命为其在马来西亚和地区武装部队推广和分销各种防空系统的代理商。
2024年，安华政府授权赛阿兹曼掌握的西星航空公司一笔价值165亿令吉的租赁协议，以为军方、警方、消拯局、海事执法局、首相署等官方机构，提供租用意大利列奥纳多公司的28架直升机，并且负责直升机的维修，为期15年。

### 饮食事业
赛阿兹曼的长子赛莫哈末阿里夫（Syed Muhammad Arif）在马来西亚管理着Wolf & Turtle咖啡店，这也是西星集团的业务。赛阿兹曼的饮食事业还在购物中心经营高档泰国餐厅，他与合作伙伴共同经营的品牌是Absolute Thai。

## 个人生活
赛阿兹曼·依布拉欣在27岁（1987年）成为父亲，现任妻子是莎丽法阿扎赛伊阿南（Sharifah Aza Syed Adnan）。他有7名孩子，当中有3名孩子和1名女婿皆进入他的企业献力。长子是赛莫哈末阿里夫（Syed Muhammad Arif），以及塞莫哈末阿玛（Syed Muhammad Ammar）。
赛阿兹曼·依布拉欣的侄女Muhaini Mahmud也是他公司的事务总监。他的集团财务顾问Datuk Syed Izuan Jamalullail是他的表妹。
赛阿兹曼虽然从马来西亚武装部队退役多年，但他依然经常出席军队的纪念仪式和活动，还为军队的福利和发展提供捐款和援助。

## 轶事
赛阿兹曼·依布拉欣从小时候开很喜欢汽车，他的第一辆车是福特护卫，他称它为破烂货。他表示，他的第一笔薪水是800令吉。在35岁时（1995 年），他赚到人生第一个一百万。
赛阿兹曼·依布拉欣喜欢打高尔夫球，但在吉隆坡几乎找不到时间打高尔夫球。他每次飞往国外时，从不离开高尔夫球袋和球童。这是他在海外会议期间唯一可以打高尔夫球的时间。
赛阿兹曼·依布拉欣喜欢阅读，对历史充满热情，喜欢阅读过的历史遗迹。他对此曾亲自前往参观第二次世界大战期间，日美士兵展开血腥战场的马绍尔群岛。
2005年，马来西亚政府在公众压力下，公布一份AP准证持有者的名单，赛阿兹曼·依布拉欣、納西慕丁·阿敏、莫哈末韓聶夫（Mohd Hanif Abdul Aziz）和阿朱丁艾哈迈德是获得AP数量最多的人，他们一同被称为“AP四大天王”。根据文件记录，他们四人每年仅从AP销售中就赚取10亿令吉。尽管AP准证为赛阿兹曼在进口汽车的大众市场销售上铺平了道路，成为他一夜暴富的门票，但赛阿兹曼认为这是对他的负面评价，并想努力摆脱这个绰号。

### 武装部队和教育关系
2015年10月，赛阿兹曼因其在工程领域的宝贵贡献而被马来西亚博特拉大学授予工程学荣誉博士学位。2018年1月，赛阿兹曼出席博特拉大学沙登校区时，他捐赠100万令吉给该校的航空航天工程研究，他还被任命为博特拉大学航空航天系统设计工程硕士课程的委员会成员。同时，他指出西星集团与博特拉大学签署谅解备忘录，为该大学的航空航天相关的研究提供可使用10年的基金。
鉴于他的军事背景和对教育的参与，高等教育部长于2017年9月任命赛阿兹曼为马来西亚国防大学（UPNM）董事会主席。因此，赛阿兹曼还因其对马来西亚国防工业的杰出贡献而被武装部队总司令授予名誉准将军衔。马来西亚国防部长希山慕丁·胡先还任命赛阿兹曼为中东特使，自2017年2月起生效。
2022年6月，马来西亚国防大学向国防界人物授予名誉哲学博士学位，赛阿兹曼荣获航空工程荣誉哲学博士学位。2023年，赛阿兹曼再次被任命为马来西亚国防大学董事会主席，任期从9月1日生效。

## 争议

### 赛阿兹曼对自己的负面评论
赛阿兹曼·依布拉欣在2014年很罕见地接受《星报》的采访，当中主持人就他曾面对的负面反应，要求他发表评论。
一些观察家怀疑，赛阿兹曼的成功并不是因为他的能力，而是依赖政府提供的AP准证。
赛阿兹曼指出，当初他是借用了朋友的的开放式汽车入口准证（Open AP）来引进汽车，后来为了申请新的AP时，国际贸易及工业部只给「特许汽车入口准证」（Franchise AP），而他们的业务每年销售5,000到6,000辆汽车，这就是他拥有如此多AP的真正原因。
也有怀疑的人认为，赛阿兹曼只是其公司的“幌子”，实际上公司的运营由其他个人或实体管理。赛阿兹曼在回答《星报》的提问时否认这种传言。
也有反对者认为，赛阿兹曼可以获得许多AP准证，是因为他与曾担任国际贸易和工业部长的拉菲达·阿兹的关系。赛阿兹曼表示，他只与拉菲达·阿兹在会议上见过几次面，否认与发放AP以获得政治利益有任何关联。

### 2024年直升机租赁协议争议
赛阿兹曼的西星航空服务公司在2024年获得安华政府授权价值165亿令吉的直升机租赁协议，以提供意大利列奥纳多公司的直升机和维修服务，引起质疑他与政府领导人的关系，并集中批评该协议的价格。批评者指出，赛阿兹曼曾租借直升机给安华·依布拉欣，以帮助希望联盟在2022年的全国选举，并且指控该协议抬高了直升机在15年租赁期内的整体价格。赛阿兹曼也卷入马来西亚最高元首苏丹依布拉欣·依斯迈不满武装部队撤换首长「可能」与该协议有关的舆论风波。

## 个人荣誉

### 封衔
- 马来西亚:
  -  第二等王冠效忠勋章 (PSM) - 丹斯里 (2009)[31]

- 吉打:
  -  吉打辉煌拿督勋章 (DGMK) - 拿督威拉 (2006)[32]

- -  吉打皇家效忠斯里勋章 (SSDK) - 拿督斯里 (2021)[33]

- 彭亨:
  -  彭亨王冠拿督勋章 (DIMP) - 拿督' (2000)[34]

- -  彭亨王冠斯里勋章 (SIMP) - 拿督',  拿督英特拉  (2003)[35]

- -  苏丹阿末沙效忠斯里勋章 (SSAP) - 拿督斯里 (2004)[36]

## 备注
1. ↑  马来西亚的汽车入口准证（AP）主要分成两种，其中国内各大汽车品牌引入外国进口新车的准证被称为特许汽车入口准证（Franchise AP），主要让总经销商申请自家品牌的汽车入口马来西亚。另外一种则是开放式汽车入口准证（Open AP ），这类AP通常由平行入口商持有，以从国外进口复新二手车。开放式AP后来于1998年停止发放。
2. ↑  指2022年11月15日安华为乘坐直升机到瓜拉吉打的选区拉票的视频引起异议后，安华辩称在选举期间，为了「快速抵达目的地」而经常使用直升机[28]。